# Will Fish
William Thomas Fish (sinh ngày 17 tháng 2 năm 2003) là một cầu thủ bóng đá chuyên nghiệp người Anh chơi ở vị trí trung vệ cho câu lạc bộ Manchester United.

## Sự nghiệp câu lạc bộ
Fish có trận ra mắt chuyên nghiệp cho Manchester United vào ngày 23 tháng 5 năm 2021 trong trận đấu cuối cùng của mùa giải Giải bóng đá Ngoại hạng Anh 2020–21 gặp Wolverhampton Wanderers,  vào sân thay cho Daniel James trong chiến thắng 2–1.
Vào ngày 23 tháng 7 năm 2021, Stockport County ký hợp đồng với Fish theo dạng cho mượn kéo dài cả mùa giải. Vào ngày 7 tháng 1 năm 2022, Manchester United thông báo rằng gọi anh ấy trở về từ Stockport.

## Sự nghiệp quốc tế
Vào tháng 10 năm 2019, Fish đã ghi bàn cho đội U17 Anh trong trận thua trước đội U17 Đức.
Vào ngày 2 tháng 9 năm 2021, Fish có trận ra mắt cho U19 Anh trong chiến thắng 2-0 trước U19 Ý tại St. George's Park.

## Thống kê sự nghiệp
Tính đến ngày 1 tháng 9 năm 2021
| Câu lạc bộ                  | Mùa giải            | Giải vô địch        | Giải vô địch | Giải vô địch | Cúp quốc gia | Cúp quốc gia | Cúp liên đoàn | Cúp liên đoàn | Châu lục | Châu lục | Khác | Khác | Tổng cộng | Tổng cộng |
| Câu lạc bộ                  | Mùa giải            | Hạng đấu            | Trận         | Bàn          | Trận         | Bàn          | Trận          | Bàn           | Trận     | Bàn      | Trận | Bàn  | Trận      | Bàn       |
| --------------------------- | ------------------- | ------------------- | ------------ | ------------ | ------------ | ------------ | ------------- | ------------- | -------- | -------- | ---- | ---- | --------- | --------- |
| U21 Manchester United       | 2020–21             | —                   | —            | —            | —            | —            | —             | —             | —        | —        | 4    | 0    | 4         | 0         |
| Manchester United           | 2020–21             | Premier League      | 1            | 0            | 0            | 0            | 0             | 0             | 0        | 0        | —    | —    | 1         | 0         |
| Manchester United           | 2021–22             | Premier League      | 0            | 0            | 0            | 0            | 0             | 0             | 0        | 0        | —    | —    | 0         | 0         |
| Manchester United           | Tổng cộng           | Tổng cộng           | 1            | 0            | 0            | 0            | 0             | 0             | 0        | 0        | 0    | 0    | 1         | 0         |
| Stockport County (cho mượn) | 2021–22             | National League     | 1            | 0            | 0            | 0            | 0             | 0             | 0        | 0        | —    | —    | 1         | 0         |
| Tổng cộng sự nghiệp         | Tổng cộng sự nghiệp | Tổng cộng sự nghiệp | 2            | 0            | 0            | 0            | 0             | 0             | 0        | 0        | 4    | 0    | 6         | 0         |

1. ↑  Bao gồm Siêu cúp Anh và Siêu cúp châu Âu
2. ↑  Số trận đấu EFL Trophy